# Lago di Koroneia
Il lago di Koroneia o Koronia (greco: Λίμνη Κορώνεια), detto anche  lago di Langadas,  è un lago naturale della Grecia che si trova nella Macedonia Centrale, nella antica regione della Migdonia.
Negli ultimi decenni il lago ha subito un grave degrado. Le principali cause di tale degrado vanno ricercate nelle attività condotte dall'uomo nell'area del bacino del lago: estrazione indiscriminata di acqua superficiale e sotterranea, inquinamento da fonti agricole, industriali e comunali.
Le dimensioni del lago hanno quindi subito delle notevoli variazioni: dai circa 45 km² del 1985 ai 30 km² del 2005. Anche la profondità ha subito analoghe variazioni: dagli oltre 4 metri della metà degli anni '80, al metro scarso del 2001, con conseguente variazione del volume dell'acqua a circa il 10% del valore iniziale. Nel luglio 2008 il lago si è completamente prosciugato.
I comuni che si affacciano sul lago sono:
- Egnatia sulla riva est;
- Lagadas sulla riva ovest e nord;
- Koroneia sulla riva sud.

Il lago Koroneia ed il vicino lago Volvi costituiscono un unico ecosistema e l'area è stata pertanto definita come sito di importanza comunitaria (SIC) e fa parte della rete Natura 2000 con il codice  GR1220001.
Il sito costituito dai due laghi di Volvi e Koroneia ha anche importanza per la conservazione di habitat di alcune famiglie di uccelli ed pertanto stato definito nel 2000 come Important Bird Area (IBA) con il codice GR032.